# Alpha Noir
Alpha Noir – dziesiąty album studyjny portugalskiej grupy muzycznej Moonspell. Wydawnictwo ukazało się 27 kwietnia 2012 nakładem wytwórni muzycznej Napalm Records. Do edycji rozszerzonej została dołączona druga płyta pt. Omega White. W ramach promocji do utworów "Lickanthrope" i "White Skies" zostały zrealizowane teledyski.

## Lista utworów
Opracowano na podstawie materiału źródłowego.
| Alpha Noir CD 1 1. "Axis Mundi" - 04:56 2. "Lickanthrope" - 03:49 3. "Versus" - 04:39 4. "Alpha Noir" - 04:30 5. "Em Nome do Medo" - 04:27 6. "Opera Carne" - 03:52 7. "Love Is Blasphemy" - 04:31 8. "Grandstand" - 04:53 9. "Sine Missione" - 04:57 (utwór instrumentalny) |  | Omega White CD 2 1. "White Omega" - 04:21 2. "White Skies" - 03:34 3. "Fireseason" - 04:29 4. "New Tears Eve" - 04:45 5. "Herodisiac" - 04:46 6. "Incantatrix" - 04:40 7. "Sacrificial" - 04:11 8. "A Greater Darkness" - 07:24 |

## Twórcy
Opracowano na podstawie materiału źródłowego.
| - Fernando "Langsuyar" Ribeiro - śpiew - Ricardo Amorim - gitara - Pedro "Passionis" Paixăo - instrumenty klawiszowe, gitara - Miguel "Mike" Gaspar - perkusja - Aires Pereira - gitara basowa |  | - Valter Freitas - wiolonczela - Silvia Guerreiro - śpiew - Carmen Susana Simões - śpiew - Tue Madsen - produkcja, miksowanie, mastering - Seth Siro Anton - okładka, oprawa graficzna |